# Płatonogowate
Płatonogowate, płatonogi (Pygopodidae) – rodzina jaszczurek zaliczanych do Gekkota z rzędu łuskonośnych (Squamata), blisko spokrewnionych z gekonami. 

## Zasięg występowania
Rodzina obejmuje gatunki występujące w Australii, a gatunki z rodzaju Lialis również we wschodniej Indonezji i Papui-Nowej Gwinei.

## Charakterystyka
Długość od 15 do 80 cm. Głowa mała, z przodu ostro zakończona, przystosowana do rycia w ziemi, słabo oddzielona od walcowatego tułowia, pokryta dużymi i regularnymi tarczkami. Budowa ciała smukła i wężowata. Ciało pokryte jest małymi łuskami ułożonymi w skośne rzędy. Oczy z przezroczystymi „okularami”, utworzonymi ze zrośniętych powiek, i pionowymi źrenicami. Otwory uszne niewielkie lub brak ich wcale. Ubarwienie w różnych odcieniach brązu z ciemnymi plamkami lub paskami. Charakteryzują się brakiem przednich kończyn, namiastką kończyn tylnych są po obu stronach szpary kloakalnej szczątkowe tylne wyrostki przypominające płaty pokryte łuskami. U największych gatunków wynoszą one kilka milimetrów, a u małych są to niekiedy tylko dwie łuski z twardym kolcem.

## Ekologia
Płatonogowate zamieszkują środowiska o umiarkowanej suchości, np. lasy. Żywią się owadami, pająkami, skorpionami i innymi małymi zwierzętami. Prowadzą nocny tryb życia. Ryją w ziemi korytarze. Są jajożyworodne. Samice większości gatunków składają 2 jaja.

## Systematyka

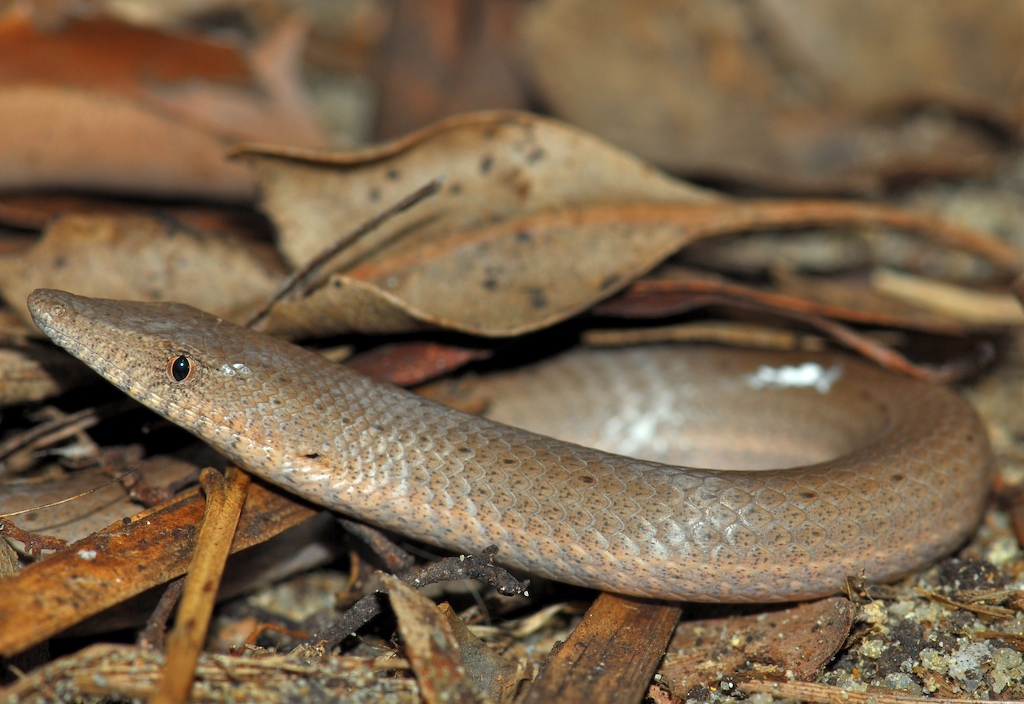
Płatonóg ostropyski (Lialis burtonis)

Do rodziny zaliczane są następujące rodzaje:
- Aprasia Gray, 1839
- Delma Gray, 1831
- Lialis Gray, 1835
- Ophidiocephalus Lucas & Frost, 1897 – jedynym przedstawicielem jest Ophidiocephalus taeniatus Lucas & Frost, 1897
- Paradelma Kinghorn, 1926 – jedynym przedstawicielem jest Paradelma orientalis (Günther, 1876)
- Pletholax Cope, 1865
- Pygopus Merrem, 1820